# Trecchina

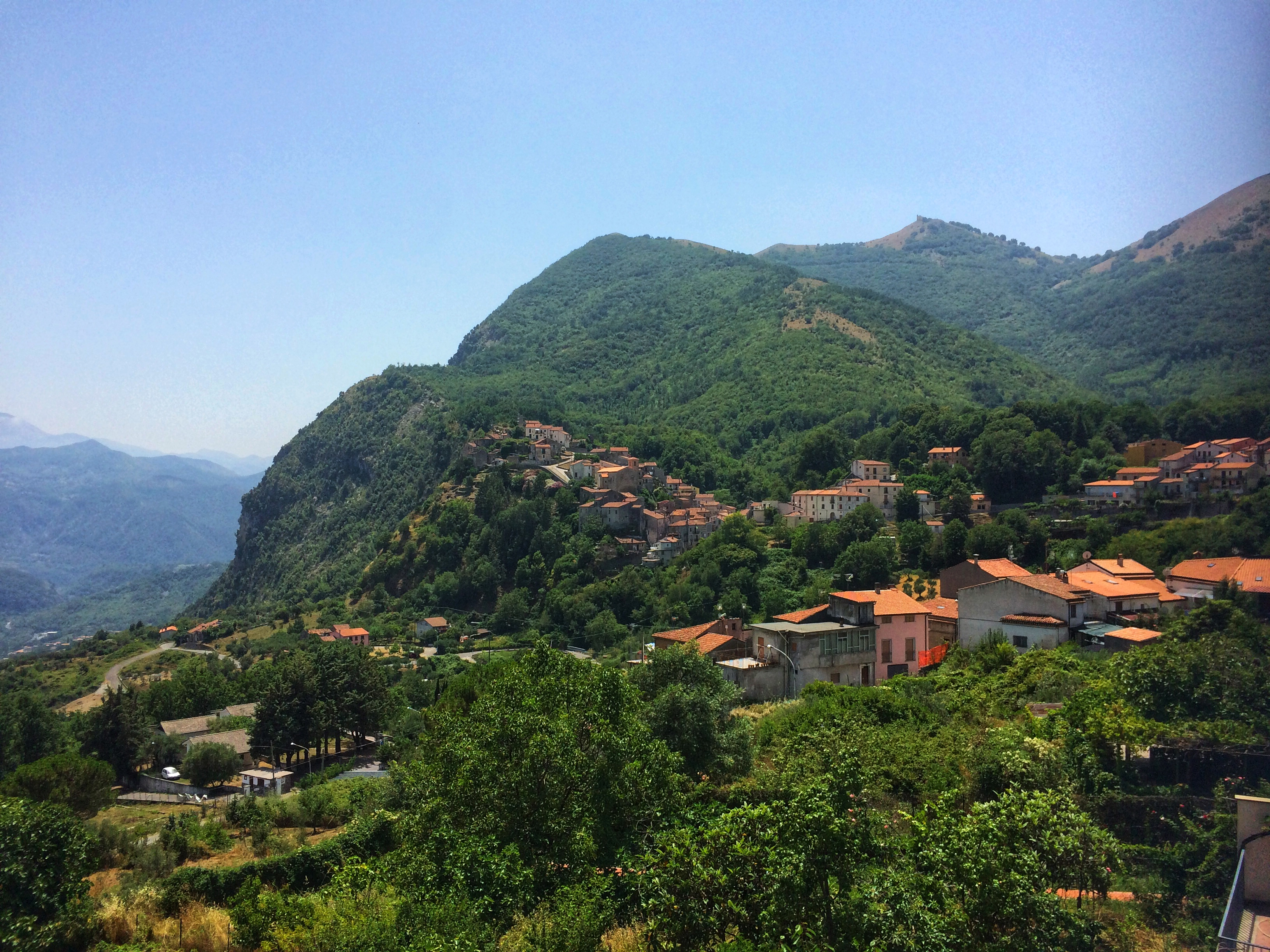
Burg und Ort Trecchina

Trecchina ist eine italienische Gemeinde (comune) mit 2148 Einwohnern (Stand 31. Dezember 2023) in der Provinz Potenza in der Basilikata. Die Gemeinde liegt etwa 67,5 Kilometer südsüdwestlich von Potenza, gehört zur Comunità montana Lagonegrese und grenzt unmittelbar an die Provinz Cosenza.

## Geschichte
Teilweise wird vermutet, dass die Ortschaft sich auf den römischen Ort Terentiana (um 317 vor Christus begründet) zurückführen lässt. Nach anderer Auffassung soll es sich um eine griechische Gründung namens Trakinie handeln. Jedenfalls 1079 wird der Ort als Triclina erwähnt.

## Gemeindepartnerschaft
Trecchina unterhält seit 1963 eine Partnerschaft mit dem brasilianischen Jequié in Bahia.

## Verkehr
Durch die Gemeinde führt die Strada Statale 585 Fondo Valle del Noce von Castrocucco nach Lagonegro.